# 子どもの貧困対策の推進に関する法律
子どもの貧困対策の推進に関する法律（こどものひんこんたいさくのすいしんにかんするほうりつ、平成25年6月26日法律第64号）は、子どもの貧困率が、過去最悪を更新する状況に対処すべく、子どもの将来がその生まれ育った環境によって左右されることのないよう、貧困の状況にある子どもが健やかに育成される環境を整備するとともに、教育の機会均等を図るため、子どもの貧困対策に関し、基本理念を定め、国等の責務を明らかにし、及び子どもの貧困対策の基本となる事項を定めることにより、子どもの貧困対策を総合的に推進することを目的で制定された日本の法律である。
与野党一致の議員立法で2013年（平成25年）6月26日に公布、2014年1月17日に施行された。主として内閣府特命担当大臣（少子化対策）が主幹となり、政策統括官・共生社会政策担当が省庁の調整に当たる。

## 制定経緯
2000年代中頃以降には、「子どもの貧困」という用語を採用した研究論文や書籍の刊行などにより、子ども／子ども期に着目した貧困研究が散見されるようになる。同時に、子どもの無保険問題や就学援助の自治体間格差などのマスメディア報道によって、子ども／子育て世帯の困窮状況への世論が喚起された。そのようななか、2009年には政府による相対的貧困率が公表されるに至り、子どもの貧困率の高さから政治レベルにおいても子どもへの関心が高まりをみせるようになった。このような子どもの貧困を社会問題化する動きを受け、子どもの貧困対策の議員立法の検討が国会議員有志により始動する。しかし、具体化に至らないまま、2011年3月の東日本大震災発生などにより協議は中断となっていた。
2013年に入り、再び子どもの貧困対策に関する法律制定への動きが始動する。2013年2月13日の第183回国会衆議院予算委員会においで質問にたった山井和則委員（民主党）からは、2013年8月から実施が予定されている生活保護基準の引き下げが、子どもの進学や修学の継続、修学旅行への参加などに与える影響について言及され、子どもの貧困の連鎖が拡大してしまう懸念が表明された。この衆議院予算委員会をひとつの契機として、各党は子どもの貧困対策のための新法をつくる検討に着手し、2013年5月23日、民主党、無所属クラブ、みんなの党、生活の党、社会民主党・市民連合の野党6党による共同提案として、「子どもの貧困対策法案」が衆議院に提出され、一方、自民党・公明党の与党も、同日、「子どもの貧困対策の推進に関する法律案」を衆議院に提出した。与野党それぞれから議員提案された2つの法案は、提案（5月23日）直後から一本化にむけた協議が行われ、5月29日に一本化に大筋合意した。一本化された法案は、5月31日に「子どもの貧困対策の推進に関する法律案」として、衆議院厚生労働委員長から提出された。与野党それぞれから提案された２法案は、ともに撤回されている。「子どもの貧困対策の推進に関する法律案」は、2013年6月４日に衆議院本会議で、６月19日に参議院本会議でそれぞれ全会一致で可決され、6月26日に法律第64号として公布され、2014年1月17日に施行された。

## 法令構成
- 第一章 総則（第1条―第7条）
- 第二章 基本的施策（第8条―第14条）
- 第三章 子どもの貧困対策会議（第15条・第16条）
- 附則

## 大綱
この法律の第8条に基づき、2014年（平成26年）8月29日、閣議決定により子供の貧困対策に関する大綱が制定された。

### 子どもの貧困対策会議
この法律の第15条及び第16条の規定により内閣府に、特別の機関として、子どもの貧困対策会議（以下「会議」という。）を置くことになっており、
1. 大綱の案を作成すること。
2. 前号に掲げるもののほか、子どもの貧困対策に関する重要事項について審議し、及び子どもの貧困対策の実施を推進すること

を任務としている。
構成は、内閣総理大臣を会長とし、委員は、内閣総理大臣が指定する国務大臣(内閣官房長官、内閣府特命担当大臣（子どもの貧困対策）、文部科学大臣及び厚生労働大臣となっている。いままでに6回開催されたが、第4回以降の3回は、持ち回り開催（会議を実際に行わず、事務局は説明して了承を得る形）であり、実際に開催された第1回から第3回までも場合も最大15分となっている。

#### 開催実績
- 第1回 2014年4月4日(金)08:05-08:15[14]
- 第2回 2014年8月29日(金)09:45-09:55[15]
- 第3回 2015年8月28日（金）7:45-8:00[16]
- 第4回 持ち回り開催[17]
- 第5回 2017年8月31日持ち回り開催[18]
- 第6回 2018年11月27日持ち回り開催[19]